# Nike von Samothrake

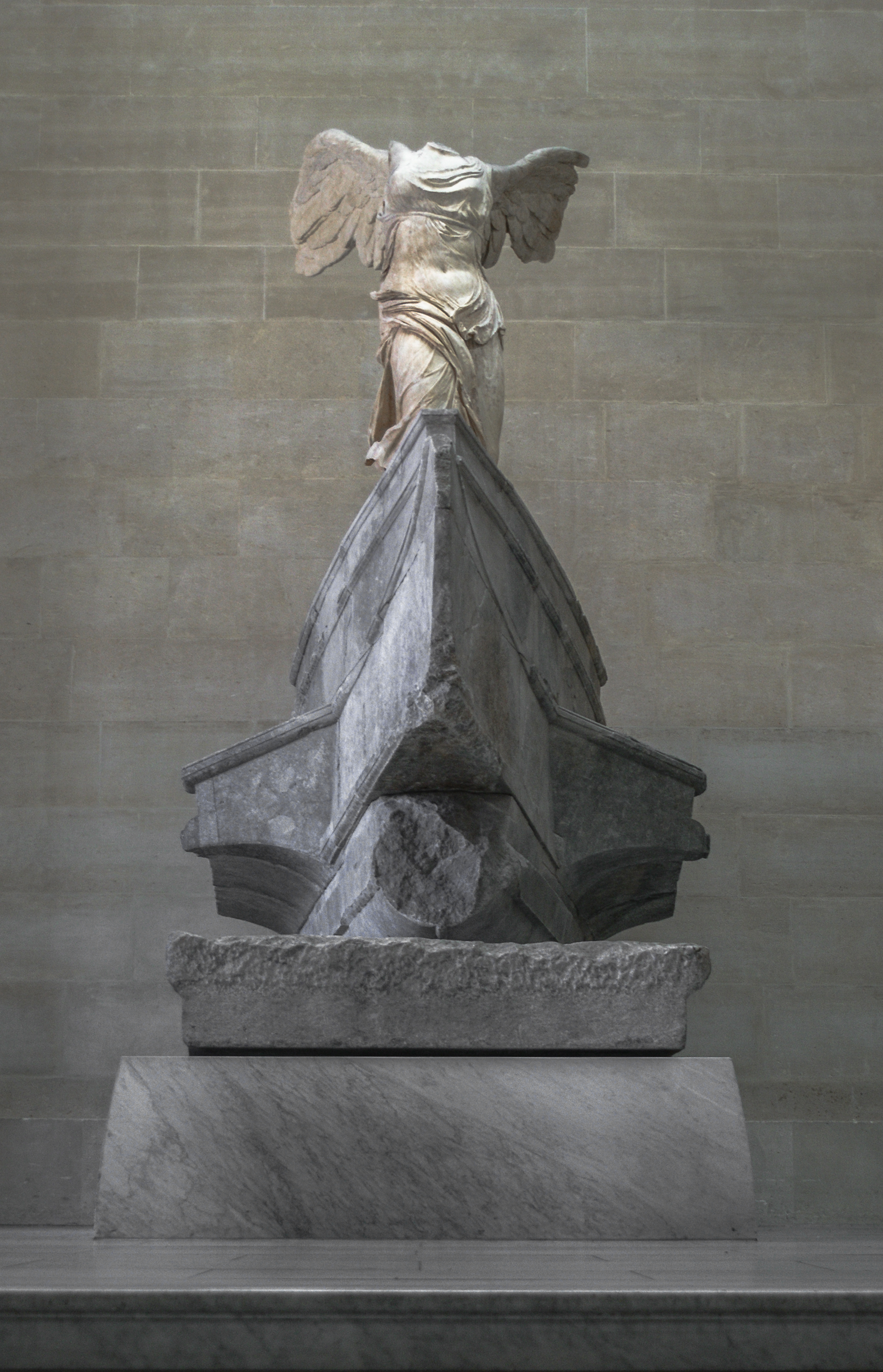
Vorderansicht

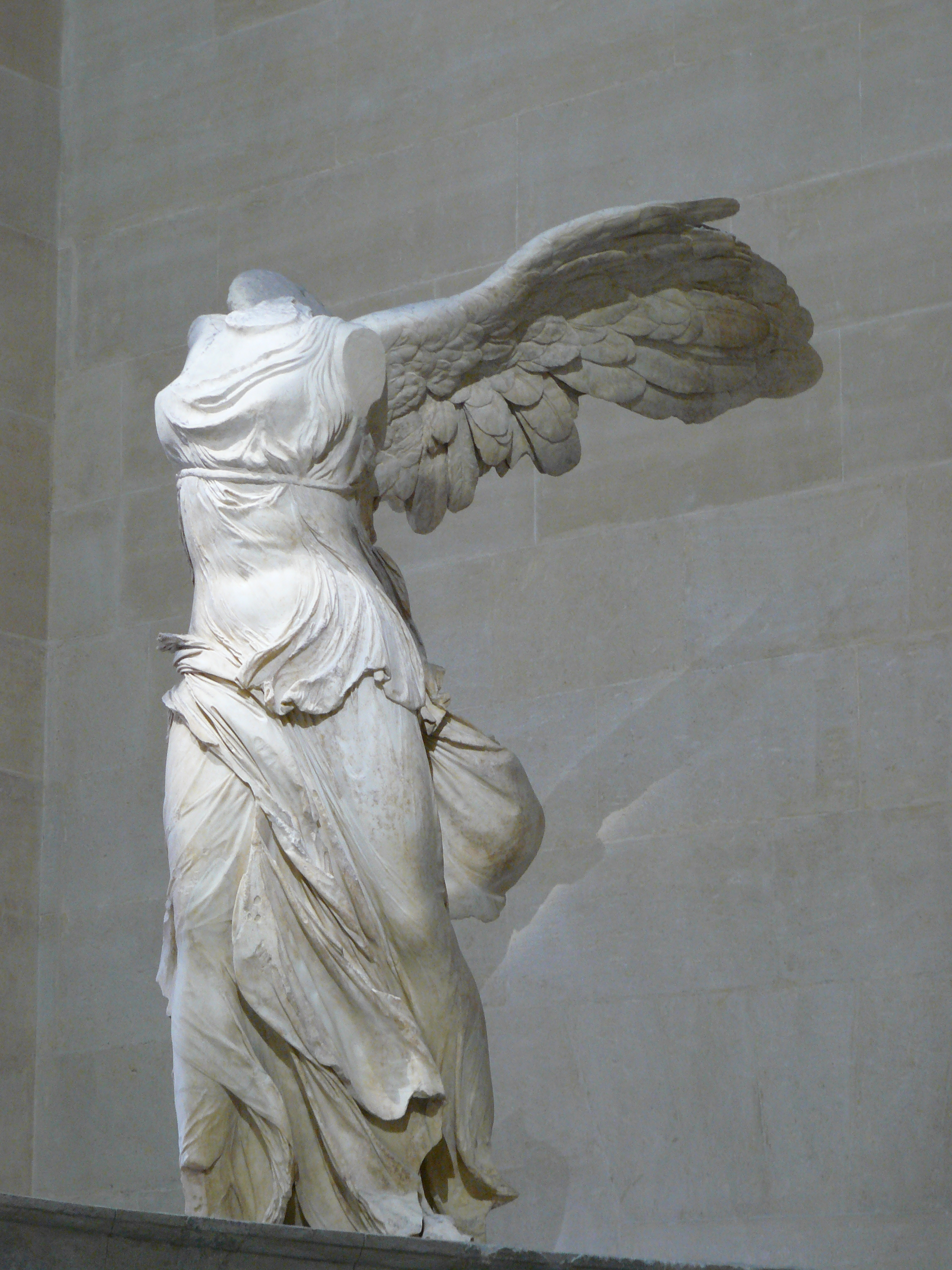
Dreiviertelansicht

Seitenansicht (Grafik)

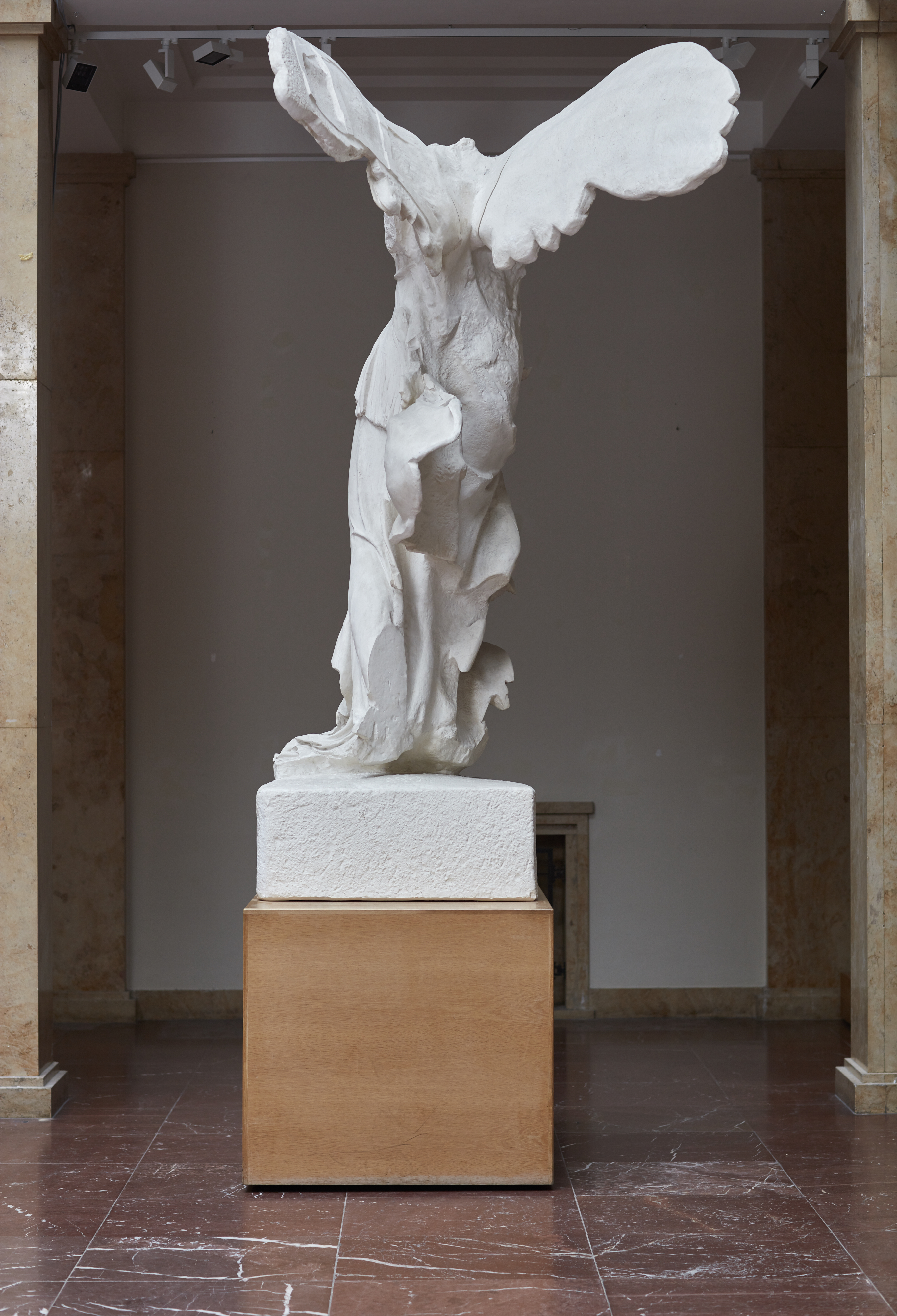
Im Museum für Abgüsse Klassischer Bildwerke befindet sich ein Gipsguss der Nike von Samothrake. Hier zu sehen ist die Rückseite der Skulptur

Als Nike von Samothrake wird eine griechische Skulptur bezeichnet, die die Siegesgöttin Nike darstellt und sich heute im Louvre in Paris befindet. Sie wurde im Heiligtum der Kabiren auf der griechischen Insel Samothrake gefunden. Es wird angenommen, dass rhodische Bildhauer die Statue geschaffen haben. Ihre Datierung und die Entstehungsumstände werden kontrovers diskutiert. Eine weit verbreitete Erklärung bringt die Statue mit einem Seesieg der rhodischen Flotte im Rahmen des Römisch-Syrischen Krieges in Verbindung und datiert sie in die Jahre kurz nach 190 v. Chr.

## Beschreibung
Die Göttin befindet sich in einer Landeposition; sie ist mit offenen Armen beziehungsweise Flügeln leicht nach vorne übergebeugt. Die Flügel sind dadurch mit Luft erfüllt und nach hinten gedrückt, ähnlich wie das dünne flatternde Gewand, das nur direkt am Körper leicht verschwindet, da es an den Bauch gepresst ist. Ihr Bauch wirkt auf diese Weise entblößt. Sie verlagert ihr Gewicht leicht nach vorne auf das rechte Bein, ist aber insgesamt aufrecht.
Verwendung fand die Statue vermutlich als Siegesdenkmal, als Dank für den Seesieg über Antiochos III. von Syrien. Deshalb steht sie wie eine Galionsfigur auf dem Bug eines Schiffes. Die gesamte Statue ist 328 cm hoch, wobei die Figur selbst 245 cm groß ist.
Die Figur der Nike wurde aus weißem Parischen Marmor geschlagen und hebt sich so vom Sockel ab, der aus grauem Marmor von der Insel Rhodos gefertigt ist. Letzteres deutet darauf hin, dass der Auftraggeber der Statue aus Rhodos stammte oder gute Beziehungen dorthin hatte: Marmor von der Insel Paros war aufgrund seiner Qualität ein Exportgut, das in der gesamten griechischen Welt genutzt wurde, der rhodische Marmor ein nicht weiter herausragender Rohstoff, dessen Quelle eine von Samothrake relativ weit entfernte Insel ist.

## Datierung und Deutung
Die Deutung der Nike von Samothrake ist angesichts der eindeutigen Ikonographie unumstritten. Für den antiken Betrachter ließ sich die Darstellung einer Siegesgöttin auf einem Schiff problemlos dahingehend entschlüsseln, dass das Denkmal eines militärischen Sieges zur See gedenken sollte. Stark umstritten ist demgegenüber in der modernen Forschung, aus welchem Anlass die Statue geschaffen und in Samothrake aufgestellt wurde. Der Stil des Werkes ermöglicht zwar eine Datierung in den Hellenismus, innerhalb dieser Epoche lassen sich die künstlerischen Entwicklungen jedoch bisher nur schwer mit genaueren Zeitstufen in Verbindung bringen. Daher erstrecken sich die vorgeschlagenen Daten über drei Jahrhunderte.
Relativ weit anerkannt ist die Datierung in das frühe 2. Jahrhundert v. Chr., in die Zeit des Römisch-Syrischen Krieges. Dieser endete mit einem Sieg des Römischen Reiches über das Seleukidenreich, wobei Rhodos auf der Seite der Römer kämpfte und in der Seeschlacht von Myonessos 190 v. Chr. einen bedeutenden Sieg errang. Allerdings wurden auch zahlreiche weitere, zum Teil weit auseinanderliegende Vorschläge für eine zeitliche und historische Verortung des Denkmals vorgebracht. Die früheste diskutierte Datierung ist die in die Jahre um 300 v. Chr., deren Vertreter die Nike von Samothrake als Siegesdenkmal des Königs Demetrios I. Poliorketes für seinen Sieg über Ptolemaios I. in der Schlacht von Salamis 306 v. Chr. interpretieren. Als späteste Datierung wird teilweise ein Bezug zum Sieg Octavians (des späteren Augustus) in der Schlacht bei Actium 31 v. Chr. erwogen, mit dem dieser die Römischen Bürgerkriege beendete. Weitere historische Ereignisse, die als mögliche Anlässe für die Errichtung der Nike-Statue diskutiert wurden, sind der vernichtende Sieg des römischen Feldherrn Lucius Aemilius Paullus Macedonicus über das Königreich Makedonien im Dritten Makedonisch-Römischer Krieg und der rhodische Seesieg im Marmarameer über den bithynischen König Prusias II. im Jahr 154 v. Chr.

## Fundumstände und Verbleib
Der französische Vizekonsul im Osmanischen Reich, Charles Champoiseau, fand 1863 die Fragmente der Nike-Statue, die vor Ort zusammengesetzt und nach Paris gebracht wurden. Eine österreichische Grabung brachte 1873 weitere Fragmente, darunter zwei Finger, zu Tage. 1879 entdeckten Franzosen den Sockel, der rechte Handteller wurde 1950 gefunden. Die Suche nach Kopf und Armen blieb erfolglos.
Zu besichtigen ist die Statue im Louvre in Paris. Sie wurde zunächst im Saal der Karyatiden gezeigt und 1884 auf ihrem heutigen Platz als Blickfang der Daru-Treppe am Ende der Denon-Galerie aufgestellt. Schnell wurde sie zur bekanntesten Skulptur des Louvre. Ebendort befindet sich eine Rekonstruktion der rechten Hand mit den aus Wien stammenden Fingern.

## Rezeption und Kopien
Die Statue hatte einen großen Einfluss auf den Historismus des späten 19. Jahrhunderts. Zahlreiche Nachbildungen der Statue entstanden, so zum Beispiel die Viktoria auf der Berliner Siegessäule.
Eine erstmals 1977–1979 montierte freie Nachbildung der Nike steht seit 2016 auf dem Dach der Universität für künstlerische und industrielle Gestaltung Linz. Ursprünglich fand sie ihren Platz auf dem Dach des Brückenkopfgebäudes (West, Hauptplatz 8) der Linzer Kunstuniversität. Der griechische Architekt und Bildhauer George Zongolopoulos stellte 1966 die Nike von Samothrake in der Skulptur Cor-ten in abstrakter Form dar.
Auf Samothrake ist im Museum in Paläopolis eine Kopie in Originalgröße ausgestellt, dort befindet sich auch der 1950 gefundene Handteller. Weitere Kopien in Originalgröße stehen im Lichthof der Technischen Universität Berlin sowie im Lichthof des Universitätsgebäudes Zürich. Das Museum für Abgüsse Klassischer Bildwerke in München zeigt einen Gipsabguss der Skulptur.
Der Eishockeyspieler Trevor Zegras ließ sich eine Abbildung der Nike auf seinen Unterarm tätowieren, mit der Begründung "I'am Greek so I thought it was a cool little something to do."
Bei der Schlussfeier der Olympischen Sommerspiele 2024 in Paris wurde während der künstlerischen Inszenierung „Records“ eine übergroße aufblasbare Nachbildung der Nike von Samothrake gezeigt.

## Repliken der Skulptur

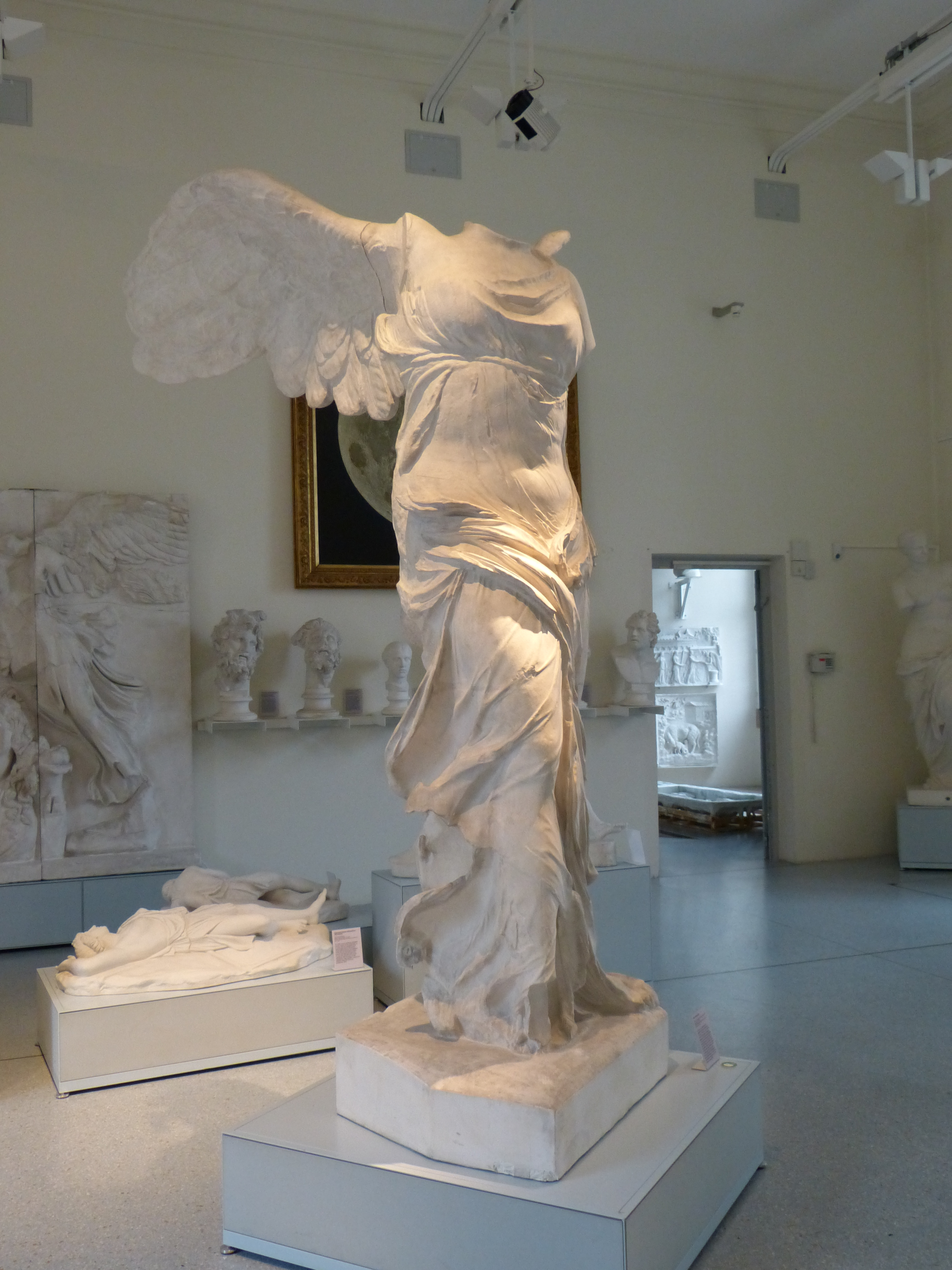
Nike von Samothrake an der Eberhard Karls Universität Tübingen
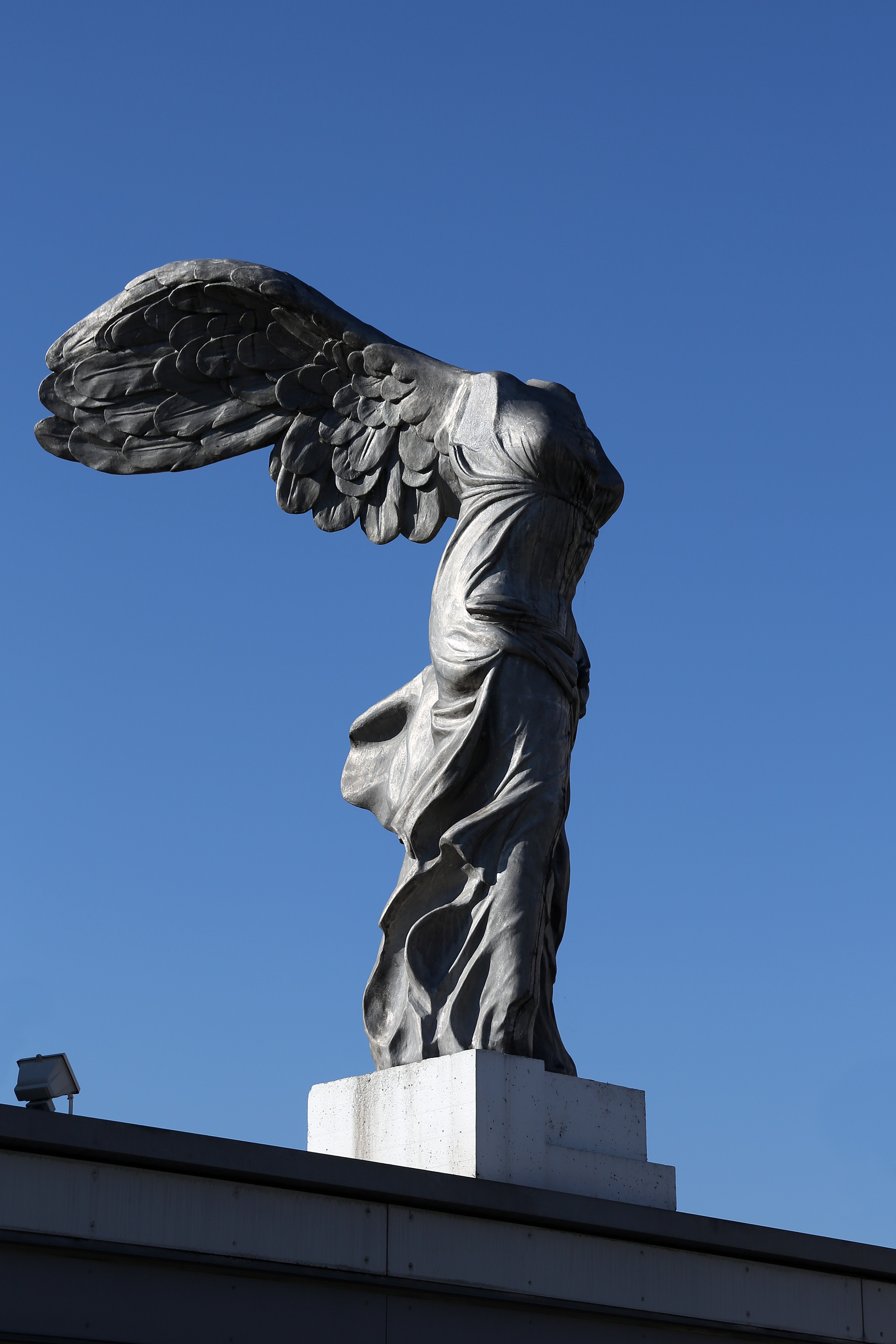
Vor dem Arcotel in Linz
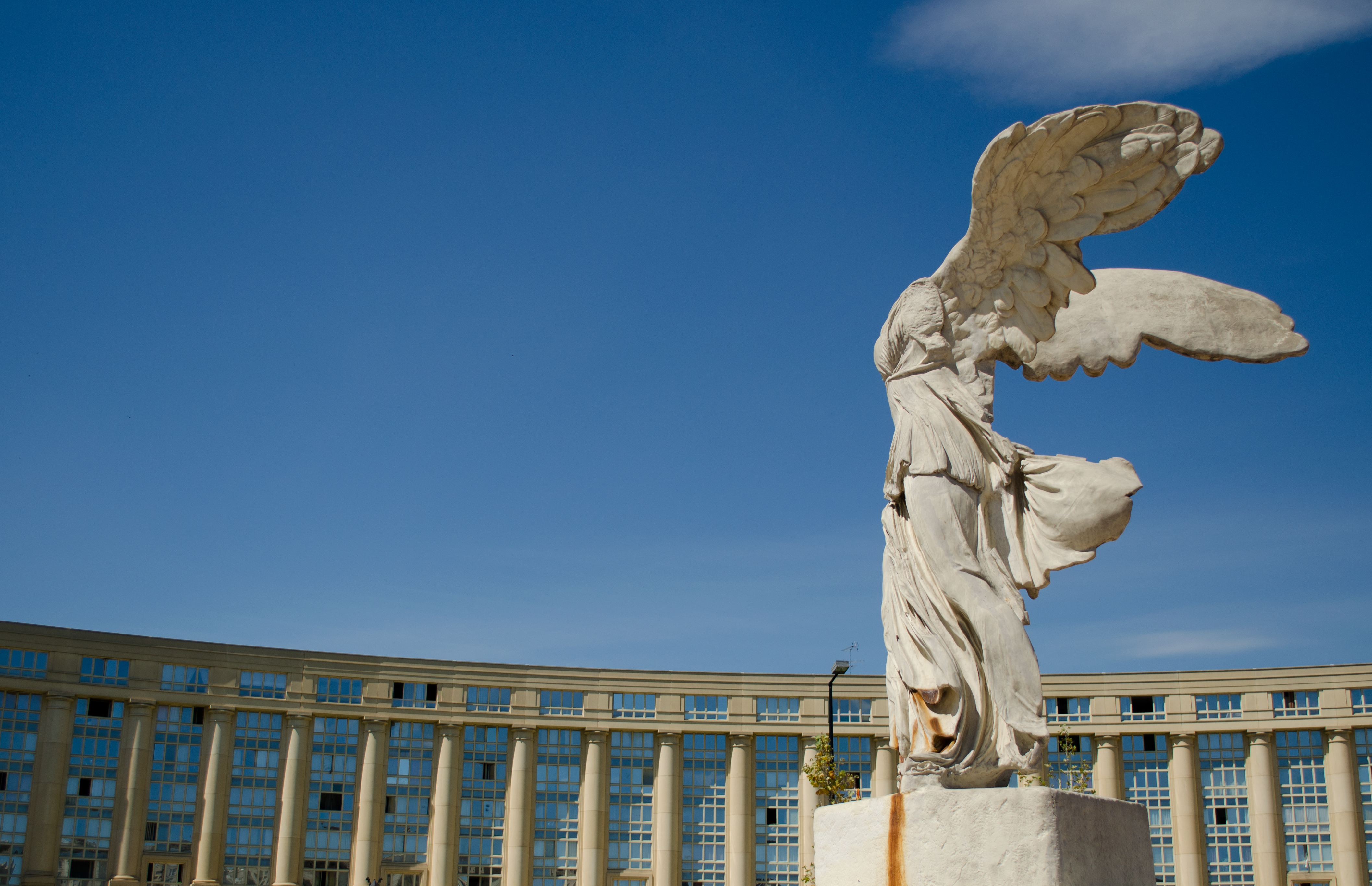
In Montpellier